# Alja Velkaverh
Alja Velkaverh Roskams, slovenska flavtistka, * 15. maj 1982, Koper.
Po sedmih letih učenja flavte, nazadnje pri prof. Adnanu Zubčeviću, je bila s šestnajstimi leti sprejeta na Akademijo za glasbo v Ljubljani. Pod mentorstvom prof. Fedje Rupla je leta 2002 z odliko diplomirala. Nato je študirala še na Dunaju pri prof. Hansgeorgu Schmeiserju ter istočasno še opravljala podiplomski študij v Italiji pri prof. Petru Lukasu Grafu. 
Jeseni leta 2006 sta ji Angela Merkel in Jacques Chirac, v okviru Evropske fundacije za kulturo, podelila nagrado. Kot najbolj nadarjeno glasbenico jo je za nagrado predlagal bavarski radijski orkester iz Münchna. Od septembra 2006 je tudi redna članica in solo flavtistka v simfoničnem orkestru Bamberg. 
Zdaj je pri orekstru Gürzenich v Kölnu.